# Travis Barker
Travis Landon Barker (* 14. November 1975 in Fontana, Kalifornien) ist ein US-amerikanischer Schlagzeuger, der als Mitglied der Pop-Punk-Band Blink-182 bekannt wurde.

## Biographie
Barker wurde 1975 in einer armen Gegend in Fontana in Kalifornien geboren und bekam im Alter von vier Jahren sein erstes Schlagzeug geschenkt. Mit fünf Jahren bekam er Schlagzeug- und Trompetenunterricht.
Nach seiner Schullaufbahn, während der er in mehreren Schulspielmannszügen Snare spielte, trat er unter dem Namen Baron Von Tito mehreren Bands bei, unter anderem Feeble, The Suicide Machines und The Aquabats. Geld verdiente er durch kleinere Nebenjobs sowie durch das Erteilen von Schlagzeugunterricht.
Als seine damalige Band The Aquabats 1998 zusammen mit Blink-182 durch die USA tourte, stieg auf einmal Blink-182-Schlagzeuger Scott Raynor aus seiner Band aus. Da Barker das Angebot, Raynor für diesen Abend zu vertreten, annahm, musste er das komplette Set von Blink-182, das damals aus mehr als 20 Songs bestand, in weniger als 90 Minuten lernen. Da ihm dies gut gelang, wurde er gefragt, ob er dauerhaft bei Blink-182 einsteigen wollte, bis Raynor zurückkam. Zwei Wochen später boten Blink ihm an, ein fester Bestandteil der Band zu werden, da der Schlagzeuger nicht wiederkommen würde.
Barker war in erster Ehe mit Melissa Kennedy verheiratet. Im Oktober 2004 heiratete er die ehemalige Miss USA Shanna Moakler, mit der er einen 2003 geborenen Sohn namens Landon Asher Barker und eine 2005 geborene Tochter, Alabama Luella Barker, hat. Zusammen traten sie in der MTV-Reality-Show Meet the Barkers auf. Nachdem im August 2006 die Scheidung eingereicht war, fand das Paar in den folgenden Jahren wiederholt kurzzeitig zusammen, trennte sich im Frühjahr 2009 jedoch endgültig. Anfang 2020 begann Barker mit dem Reality-Soap-Star Kourtney Kardashian eine Beziehung; die Eheschließung fand im Mai 2022 statt. Seit November 2023 haben sie ein gemeinsames Kind.
2005 kündigte Blink-182 eine „Pause auf unbestimmte Zeit“ an. Die Band gab jedoch bei den 51. Grammys am 8. Februar 2009 die Reunion bekannt und veröffentlichte im September 2011 das Album Neighborhoods.

### Armbruch und Flugunfall
Bei der +44-Tour im November 2006 brach er sich beim Videodreh zu When Your Heart Stops Beating den Arm, worauf er die restliche Tour mit nur einem Arm weiterspielte. Er ersetzte dabei alle Schläge der rechten Hand mit einer anspruchsvollen Spieltechnik seiner linken Hand und zusätzlichen Bodenpedalen, die ihm ermöglichten, Sounds mit den Füßen anzusteuern. Nach der vorläufigen Heilung brach er sich den Arm bei einem Auftritt in Amsterdam erneut, so dass sein Freund Gil Sharone für ihn einsprang.
In der Nacht auf den 20. September 2008 verunfallte Barkers Learjet 60 beim Start von einem Flughafen außerhalb von Columbia, South Carolina. Nach einem Bericht der Flugsicherheitsbehörde FAA haben Fluglotsen beim Start bemerkt, dass das Flugzeug Funken sprühte. Daraufhin kam die Maschine von der Startbahn ab, durchbrach einen Zaun und raste quer über eine Straße in eine Leitplanke, wo das Flugzeug explodierte. Vier Personen wurden getötet: Barkers persönlicher Assistent und Freund Lil' Chris Baker, der Bodyguard Charles Still sowie beide Piloten. Barker und der inzwischen verstorbene, als „DJ AM“ bekannte Adam Goldstein wurden mit Brandverletzungen in ein auf Verbrennungen spezialisiertes Krankenhaus gebracht (siehe auch Flugunfall eines Learjet 60 auf dem Columbia Metropolitan Airport 2008).
Barker hat von der Hüfte abwärts Verbrennungen erlitten, „DJ AM“ erlitt Verbrennungen im Gesicht. Das National Transportation Safety Board konnte ermitteln, dass aufgrund zu geringen Reifenfülldrucks geplatzte Hauptfahrwerksreifen und ein zu spät eingeleiteter Startabbruch zu dem Unfall geführt hatten. Barker unterbrach seine vegetarische Ernährungsweise und aß nach 25 Jahren wieder Fleisch, in der Überzeugung, dies trage zu seiner Rekonvaleszenz bei. Seit 2012 ernährt er sich aus gesundheitlichen Gründen vegan.
Seit dem Flugunfall litt Barker unter enormer Flugangst, weshalb er auch nicht an der Australien-Tour 2013 teilnehmen konnte. Im August 2021 flog Barker erstmals seit dem Flugzeugabsturz wieder.

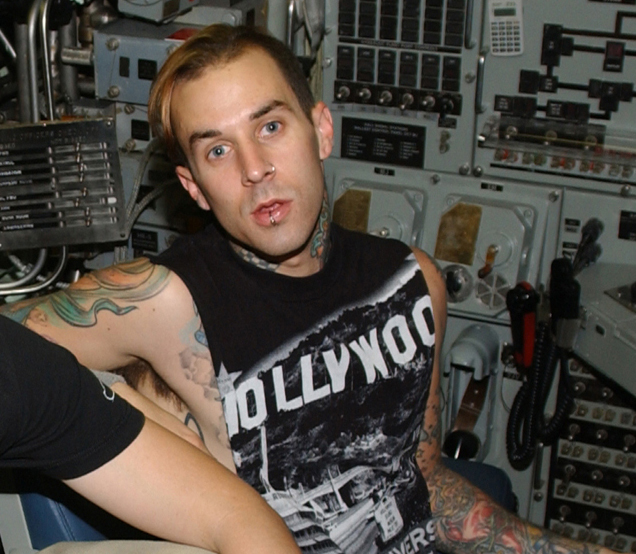
Barker zu Besuch bei den US-Soldaten in Manama, Bahrain (August 2003)

### Nebenprojekte
2002 gründete Barker zusammen mit seinem Bandkollegen von Blink-182, Tom DeLonge, die Alternative-Band Box Car Racer und 2002 zusammen mit Tim Armstrong von Rancid die Punk-Hip-Hop-Country-Band The Transplants, die sich aber mittlerweile wieder auflöste. Des Weiteren spielt Barker mit seinem Bandkollegen von Blink-182, Mark Hoppus, sowie mit Craig Fairbaugh und Shane Gallagher von The Nervous Return in der von 2005 bis 2009 aktiven Band +44. 2006 spielte Barker einige Lieder für Avril Lavignes drittes Album The Best Damn Thing ein. 2008 steuert er ein Lied („Dope Boys“) auf The Game drittem Album LAX bei.
Barker besitzt außerdem ein eigenes Kleidungslabel namens Famous Stars and Straps. Seine Drumkits sind vom amerikanischen Custom-Label Orange County Drums and Percussion (OCDP), mit dem er einen Endorsementvertrag hat. Zudem wird er von der Beckenmarke „Zildjian“ gesponsert, mit welchen er auch einen Endorsementvertrag hat. Er ist in den Computerspielen Tony Hawk’s Project 8 und Guitar Hero: World Tour als spielbarer Charakter aufzufinden.

### Karriere als Solokünstler
Im März 2011 erschien Barkers erstes Soloalbum unter dem Titel Give the Drummer Some. Auf dem vor allem auf Hip-Hop konzentrierten Album sind neben Barker als Schlagzeuger zahlreiche weitere Musiker zu hören, unter anderem Yelawolf, Ludacris, Slash, Snoop Dogg, Cypress Hill, Lil Wayne, Busta Rhymes, Pharrell, Lupe Fiasco, Raekwon, Kid Cudi, Tim Armstrong und Corey Taylor.
Der Rolling Stone listete Barker 2016 auf Rang 99 der 100 größten Schlagzeuger aller Zeiten.

### Karriere als Musikproduzent
Travis Barker gründete 2020 das Musiklabel DTA Records. Zu seinen unter Vertrag genommenen Künstlern gehören Jxdn, LiL Huddy sowie Avril Lavigne. Es werden hauptsächlich Pop-Punk-Tracks produziert. Des Weiteren produzierte er Künstler wie Machine Gun Kelly, KennyHoopla, Yungblud, Willow Smith, Iann Dior, Sueco, Trippie Redd, XXXTentacion, Jack Keys, Lil Nas X sowie Blackbear.
Er produzierte das Album Tickets to My Downfall von Machine Gun Kelly und gemeinsam schafften sie es auf den ersten Platz der Top 200 Billboard-Albumcharts. Im Herbst 2021 kündigten beide ein weiteres Kollaborationsalbum namens Born with Horns an, welches letztlich unter dem Namen Mainstream Sellout am 25. März 2022 veröffentlicht wurde.

## Diskografie

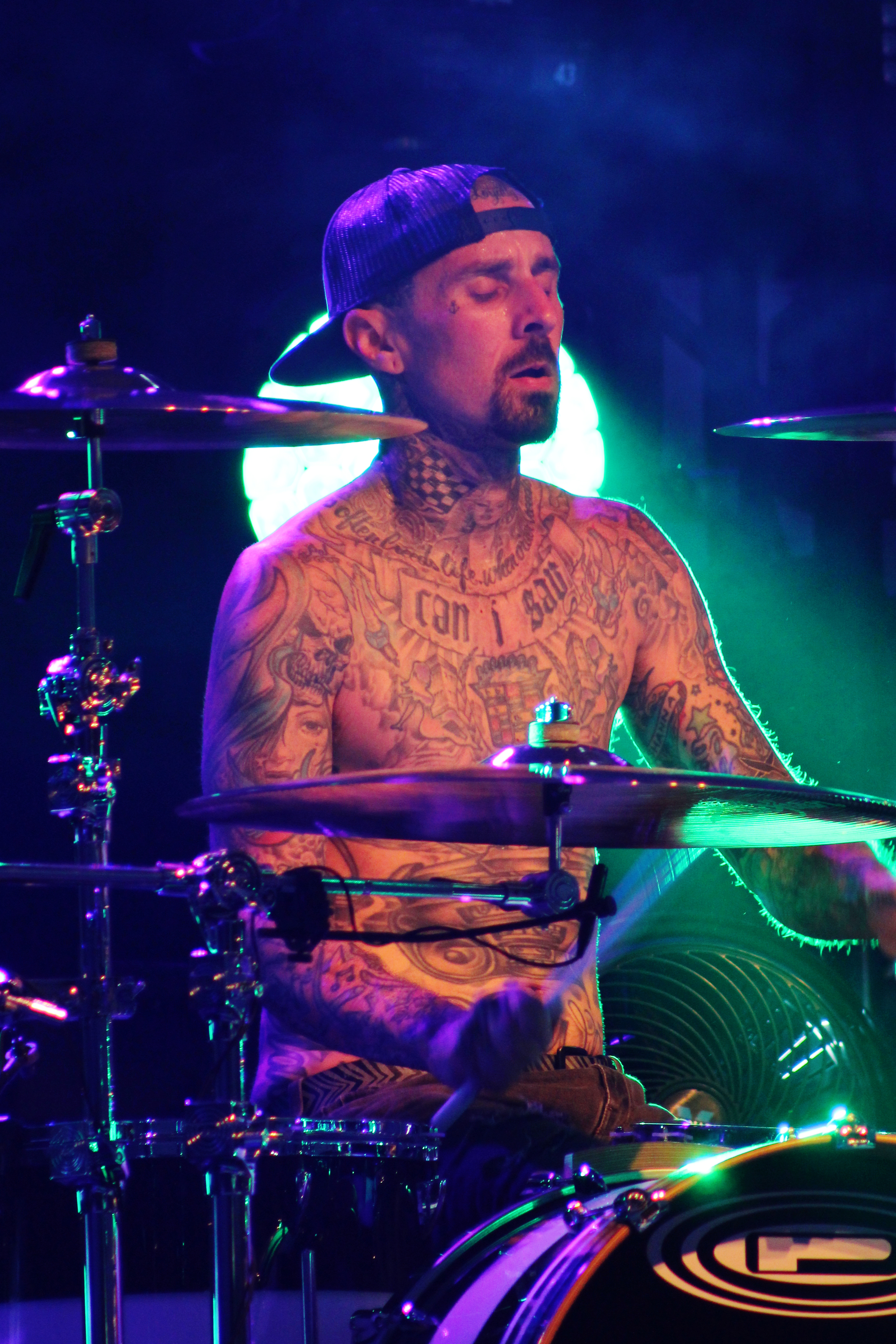
Travis Barker (2016)

Barker spielte als Bandmitglied bei den Bands +44 und Box Car Racer sowie als Gastmusiker auf einzelnen Alben anderer Künstler wie Yelawolf, Avril Lavigne, The Aquabats und The Game mit. Aktuell gehört er den Bands Blink-182 und The Transplants an.

### Bandalben
The Aquabats
- 1997: The Fury of the Aquabats!

Blink-182
- 1999: Enema of the State
- 2000: The Mark, Tom and Travis Show (The Enema Strikes Back!)
- 2001: Take Off Your Pants and Jacket
- 2003: Blink-182
- 2005: Greatest Hits
- 2011: Neighborhoods
- 2016: California
- 2019: Nine
- 2023: One More Time…

Box Car Racer
- 2002: Boxcar Racer

The Transplants
- 2002: Transplants
- 2005: Haunted Cities
- 2013: In the Warzone

+44
- 2006: When Your Heart Stops Beating

The Fever 333
- 2018: Made an America (EP)[15]

### Soloalben
- 2011: Give the Drummer Some

### Zusammenarbeiten
- 2019: Bloodlust (EP, nothing, nowhere. x Travis Barker)
- 2021: Survivor’s Guilt: The Mixtape (Mixtape, KennyHoopla x Travis Barker)

### Mixtapes
- 2011: Let the Drummer Get Wicked
- 2021: Survivors Guilt: The Mixtape (mit KennyHoopla)

### EPs
- 2012: Psycho White (mit Yelawolf)
- 2016: Rawther (mit Asher Roth & Nottz)
- 2019: Meet the Drummers (mit 03 Greedo)
- 2019: Live Fast Die Whenever (mit Suicideboys)
- 2021: My Favorite Nightmares (mit Jack Kays)

### Singles
- 2010: Jump Down (feat. The Cool Kids)
- 2011: Can a Drummer Get Some? (feat. Lil Wayne, Rick Ross, Swizz Beatz & The Game)
- 2011: Saturday Night (feat. The Transplants & Slash)
- 2011: Misfits (feat. Steve Aoki)
- 2013: Cuz I’m Famous (feat. Paul Wall, Hopsin & Yelawolf)
- 2015: Spazz Out (mit Riff Raff)
- 2015: 100 (feat. Kid Ink, Ty Dolla Sign, Tyga & Iamsu!)
- 2016: Out of Control (mit Yelawolf)
- 2019: I Think I’m Okay (Machine Gun Kelly feat. Yungblud & Travis Barker, US: ×2Doppelplatin )
- 2019: 3 Years Sober (mit 93Punx & Vic Mensa)
- 2019: Gimme Brain (mit Lil Wayne & Rick Ross)
- 2020: Misery Business (mit Machine Gun Kelly)
- 2022: Thought It Was (Iann Dior feat. Machine Gun Kelly & Travis Barker; #5 der deutschen Single-Trend-Charts am 28. Januar 2022[16])

### Gastbeiträge
- 2011: Simply Unstoppable (Yes Remix) (Tinie Tempah feat. Travis Barker & Katie Taylor)
- 2011: Legendary (Royce da 5′9″ feat. Travis Barker)
- 2012: Cudi the Kid (Steve Aoki feat. Kid Cudi & Travis Barker)
- 2013: Dancing with the Devil (Krewella feat. Patrick Stump & Travis Barker)
- 2014: Rude (MAGIC! feat. Kid Ink, Ty Dolla Sign & Travis Barker)
- 2017: Bad Man (Pitbull feat. Robin Thicke, Joe Perry & Travis Barker)
- 2019: 11 Minutes (Yungblud & Halsey feat. Travis Barker, US: Gold)
- 2019: Long Live (Lights feat. Travis Barker)
- 2019: Heartbreak (Jasiah feat. Travis Barker)
- 2020: You (James Arthur feat. Travis Barker)
- 2020: Halfway Dead (Steve Aoki feat. Global Dan & Travis Barker)
- 2020: Sick and Tired (Iann Dior feat. Machine Gun Kelly & Travis Barker, US: Platin)
- 2020: C’mon (Amy Shark feat. Travis Barker)
- 2020: Choose Life (Poorstacy feat. Travis Barker)
- 2020: Forget Me Too (Machine Gun Kelly feat. Halsey & Travis Barker)
- 2020: Estella (KennyHoopla feat. Travis Barker)
- 2020: All of Me (Score feat. Travis Barker)
- 2020: Acting Like That (Yungblud feat. Machine Gun Kelly & Travis Barker)
- 2020: Where Were You (Girlfriends feat. Travis Barker)
- 2021: Hills Have Eyes (Poorstacy feat. Travis Barker)
- 2021: SOS (Sueco feat. Travis Barker)
- 2021: Hollywood Sucks (KennyHoopla feat. Travis Barker)
- 2021: Break My Heart Myself (Bebe Rexha feat. Travis Barker)
- 2021: Transparent Soul (Willow Smith feat. Travis Barker)
- 2021: Grow (Willow Smith feat. Travis Barker & Avril Lavigne)
- 2021: Gaslight (Willow Smith feat. Travis Barker)
- 2021: Love Race (Machine Gun Kelly feat. Kellin Quinn & Travis Barker)
- 2021: Rage (Dirty Heads feat. Travis Barker & Aimee Interrupter)
- 2021: Don’t Freak Out (Lil Huddy feat. Iann Dior, Tyson Ritter & Travis Barker)
- 2021: No Getting over This (Lil Lotus feat. Travis Barker)
- 2021: Don’t Fuck This Up (Lil Lotus feat. Travis Barker)
- 2021: Play Pretend (Caspr feat. Travis Barker)
- 2021: Right Now (Jasiah feat. Travis Barker)
- 2021: Down (Mod Sun feat. Travis Barker)
- 2021: Papercuts (Machine Gun Kelly feat. Travis Barker)
- 2021: Drop Dead (Grandson feat. Kesha & Travis Barker)
- 2021: Bite Me (Avril Lavigne feat. Travis Barker)
- 2021: Headlock (Lil Huddy feat. Travis Barker)
- 2021: Sideways (Jack Kays feat. Travis Barker)
- 2021: Outrun Myself (Jack Kays feat. Travis Barker)
- 2022: Love It When You Hate Me (Avril Lavigne feat. Blackbear & Travis Barker)
- 2022: In My Head (24kGoldn feat. Travis Barker)
- 2022: Nublado (Paulo Londra feat. Travis Barker)

### Remixe
- 2007: Soulja Boy Tell ’Em – Crank That
- 2007: Rihanna feat. Jay-Z – Umbrella
- 2007: Rich Boy – Throw Some D’s
- 2009: Eminem – 3 a.m.
- 2013: Yelawolf feat. Steve Aoki – Push ’Em (mit Steve Aoki)
- 2019: Lil Peep & XXXTentacion – Falling Down

### Als Produzent
- 2020: Tickets to My Downfall (Machine Gun Kelly)
- 2021: Tell Me About Tomorrow (Jxdn)
- 2021: Teenage Heartbreak (Lil Huddy)
- 2022: Love Sux (Avril Lavigne)
- 2022: Mainstream Sellout (Machine Gun Kelly)
- 2023: One More Time… (blink-182)

## Filmografie
| Jahr | Titel                        | Rolle                | Bemerkungen |
| ---- | ---------------------------- | -------------------- | --- |
| 1999 | American Pie                 | Garagenband-Mitglied | Falsch kreditiert; die Filmemacher kreditierten fälschlicherweise den ehemaligen Blink-182 Drummer Scott Raynor |
| 1999 | The Urethra Chronicles       | Blink-182            | |
| 1999 | Ein Trio zum Anbeißen        | Sich selbst          | |
| 2000 | Jailbait                     | Blink-182            | |
| 2001 | MADtv                        | Blink-182            | "Leave it to Blink-182"                                                                                         |
| 2001 | MTV Cribs                    | Sich selbst          | |
| 2002 | Riding in Vans with Boys     | Blink-182            | |
| 2003 | Ride with Funkmaster Flex    | Sich selbst          | |
| 2003 | The Urethra Chronicles II    | Blink-182            | |
| 2003 | Die Simpsons                 | Sich selbst          | Episode 302 |
| 2005 | Give 'Em the Boot            | Transplants          | |
| 2005 | Meet the Barkers             | Sich selbst          | 2005–2006 |
| 2006 | CSI: Vegas                   | Hi Def               | "Poppin' Tags"                                                                                                  |
| 2007 | Adventures in Hollyhood      | Sich selbst          | |
| 2007 | MTV Cribs                    | Sich selbst          | Rick Thorne Episode                                                                                             |
| 2007 | Primer Impacto               | Sich selbst          | |
| 2008 | Start The Machine            | Sich selbst          | Erscheint in Blink-182-Rückblicken.                                                                             |
| 2009 | Rob Dyrdek's Fantasy Factory | Sich selbst          | Spielt Schlagzeug für Rob's neuen Song                                                                          |
| 2010 | The Hard Times of RJ Berger  | Sich selbst          | |
| 2016 | The Eric Andre Show          | Sich selbst          | "Tichina Arnold; Steve Schirripa"                                                                               |
| 2019 | The Joe Rogan Experience     | Sich selbst          | Episode #1239                                                                                                   |
| 2020 | Downfalls High               | Erzähler             | |
| 2022 | The Kardashians              | Gastrolle            | |